# Fabian de Keijzer
Fabian de Keijzer (Leusden, 10 maggio 2000) è un calciatore olandese, portiere dell'Heracles Almelo.

## Carriera

### Club
Cresciuto nel settore giovanile dell'Utrecht, esordisce in prima squadra il 16 gennaio 2022, disputando l'incontro di Eredivisie perso per 3-0 contro l'Ajax.

### Nazionale
Ha giocato in tutte le nazionali giovanili olandesi comprese tra l'Under-17 e l'Under-21.

## Statistiche

### Presenze e reti nei club
Statistiche aggiornate al 12 agosto 2022.
| Stagione        | Squadra         | Campionato      | Campionato | Campionato | Coppe nazionali | Coppe nazionali | Coppe nazionali | Coppe continentali | Coppe continentali | Coppe continentali | Altre coppe | Altre coppe | Altre coppe | Totale | Totale |
| Stagione        | Squadra         | Comp            | Pres       | Reti       | Comp            | Pres            | Reti            | Comp               | Pres               | Reti               | Comp        | Pres        | Reti        | Pres   | Reti   |
| --------------- | --------------- | --------------- | ---------- | ---------- | --------------- | --------------- | --------------- | ------------------ | ------------------ | ------------------ | ----------- | ----------- | ----------- | ------ | ------ |
| 2018-2019       | Jong Utrecht    | 1D              | 6          | -8         |                 | -               | -               |                    | -                  | -                  |             | -           | -           | 6      | -8     |
| 2019-2020       | Jong Utrecht    | 1D              | 21         | -29        |                 | -               | -               |                    | -                  | -                  |             | -           | -           | 21     | -29    |
| 2020-2021       | Jong Utrecht    | 1D              | 7          | -9         |                 | -               | -               |                    | -                  | -                  |             | -           | -           | 7      | -9     |
| 2021-2022       | Jong Utrecht    | 1D              | 17         | -29        |                 | -               | -               |                    | -                  | -                  |             | -           | -           | 17     | -29    |
| 2021-2022       | Utrecht         | ED              | 14         | -17        | CO              | -               | -               |                    | -                  | -                  |             | -           | -           | 14     | -17    |
| Totale carriera | Totale carriera | Totale carriera | 65         | -92        |                 | -               | -               |                    | -                  | -                  |             | -           | -           | 65     | -92    |